# Józef Batory
Józef Batory, né le 20 février 1914 à Werynia (Voïvodie des Basses-Carpates) et assassiné le 1er mars 1951 à Varsovie (Voïvodie de Mazovie), est un militaire et résistant polonais détenant le grade de capitaine et promu major à titre posthume en 2013.
Après la défaite polonaise lors de la campagne de septembre 1939, il rejoint la resistance au sein de l'Armia Krajowa où il est fait commandant du powiat de Kolbuszowa.
À partir de 1945, Batory lutte pour la souveraineté de la Pologne et rejoint l’organisation de résistance anti-communiste, Zrzeszenie Wolność i Niezawisłość (Association Liberté et Indépendance). Rapidement, il s'affirme comme l'une des figures majeures du mouvement et devient l'un des principaux interlocuteurs entre la résistance et les services de renseignements occidentaux.
Capturé par des agents du ministère de la Sécurité publique à Varsovie en 1947, il est interrogé et torturé sous la supervision du NKVD. Après quatre ans de détention, il reçoit deux condamnations à mort et est exécuté le 1er mars 1951 dans la prison de Mokotów à Varsovie.
Il est aujourd'hui commémoré en Pologne comme étant l'une des figures des Soldats maudits.

## Jeunesse et parcours
Józef Batory est issu d’une famille d’agriculteurs, il est le fils de Jan Batory, fermier et un des membres fondateurs du Parti paysan polonais, ainsi que de Petronela Wilk. Il est l’aîné d’une fratrie de quatorze enfants, dont seulement neuf survirerons jusqu’à l’âge adulte. Il obtient son baccalauréat au Lycée Mixte Privé de Kolbuszowa en 1935.
La même année, il réalise son service obligatoire au sein de la 22e Division d'infanterie de montagne et est enrôlé au rang de caporal. Après deux ans, il est promu sous-lieutenant et déplacé en réserve.
Libéré de son service, il décide en 1937 d'entamer des études à la prestigieuse faculté de droit de l’Université Jagellonne.

## Campagne de 1939
Alors que la guerre éclate, il participe à la campagne de septembre 1939 contre l’invasion allemande. Durant le conflit, il commande un peloton au sein du 2e régiment de fusiliers de Podhale. Son unité est alors envoyée combattre dans la région d'Olkusz.
Après deux semaines de combat, dernier survivant de son unité, le sous-lieutenant Batory est fait prisonnier par les troupes nazies. Il parvient tout de même à s'échapper rapidement de sa captivité.

## Résistance
Après son évasion, il décide de rejoindre la résistance au sein de l'Armia Krajowa (AK) où il occupe dans un premier temps la position d'officier de liaison. Entre 1942 et 1944, il est fait adjudant au commandement du district de l’AK à Kolbuszowa. À l’automne 1944, il est transféré au district AK de Rzeszów, où il devient l’adjudant du commandant du district, le colonel Mieczysław Kawalec (alias Żbik). Il est par la suite promu au grade de capitaine. En 1945, il rejoint l’organisation clandestine « NIE », puis la Délégation des Forces Armées pour le Pays.
À l’automne 1945, il poursuit son activité clandestine au sein du movement de résistance anti-communiste WiN (Wolność i Niezawisłość - Liberté et Indépendance). Menacé d'arrestation et pourchassé, il rejoint les membres du mouvement à Cracovie où il est fait que chef des communications au sein du district. D’octobre 1945 à août 1946, il est le chef des communications extérieures de la région Sud du WiN, puis chef du bureau et des archives de cette région. D’août 1946 à décembre 1947, il dirige les communications extérieures du IVe Conseil Principal du WiN. Il utilise alors des faux papiers d’identité, notamment aux noms de « Józef Borzęcki » ainsi que « Jan Dul ». Entre l’automne 1945 et la fin de 1947, il est le principal agent de liaison du WiN avec le primat de Pologne, August Hlond.

## Arrestation, emprisonnement et mort

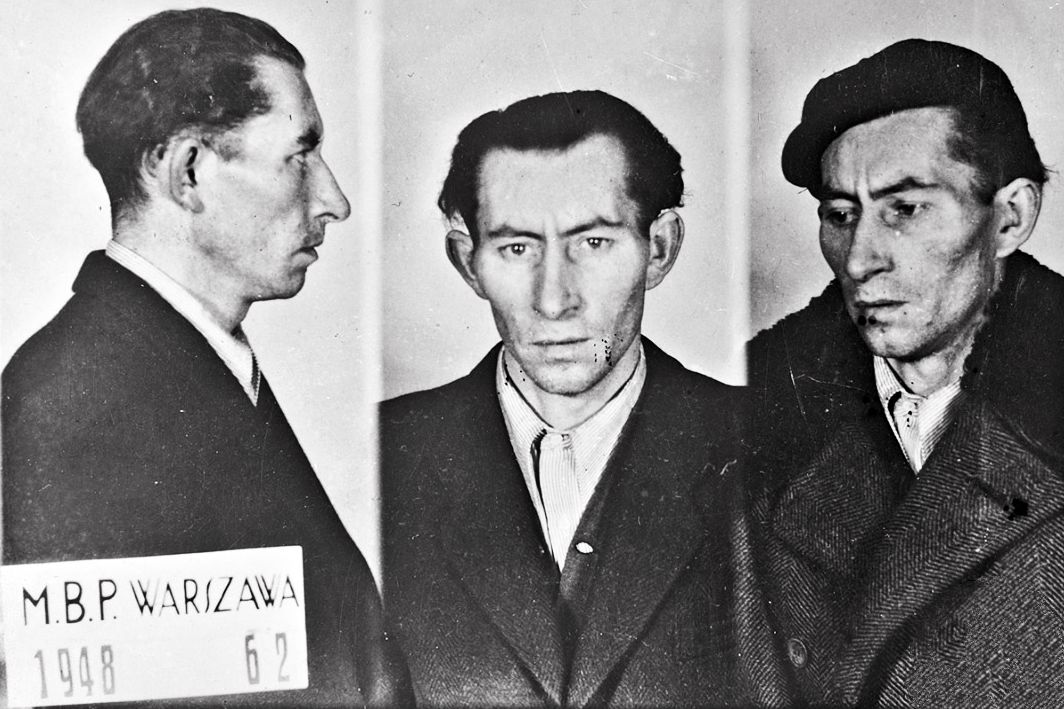
Portrait judiciaire de Józef Batory pris durant sa détention en 1948.

Le 2 décembre 1947, il est arrêté à Varsovie, rue Książęca, par des agents du ministère de la Sécurité publique (MBP), en même tant qu'une grande partie des dirigeants du mouvement. Le mouvement avait été infiltré par des agents de la police secrète dès 1945. Après trois années d’enquête brutalement menée sous la supervision directe du NKVD, le 14 octobre 1950, il est condamné à deux peines de mort par un jugement du Tribunal militaire du district de Varsovie.
Il est assassiné d’une balle dans la nuque le 1er mars 1951 à la prison de Mokotów, célèbre comme étant un important lieu de torture et d'exécution, en même temps que plusieurs autres officiers et membres du IVe Conseil du WiN. Malgré de nombreuses recherches au fil des années, son corps ne fut jamais retrouvé.
Le 17 septembre 1994, pour le 55e anniversaire de l’agression soviétique contre la Pologne, un enterrement symbolique a lieu à Kolbuszowa en son honneur. Cette cérémonie rend également hommage à son frère cadet, August (né en 1919), tombé au combat en tant que soldat de l’Armia Krajowa lors de l'opération Tempête le 27 août 1944. Un autre de ses frères, Stefan (né en 1921), fut déporté au goulag de Stalinogorsk pour son appartenance à l’AK, son sort est inconnu.

## Décorations

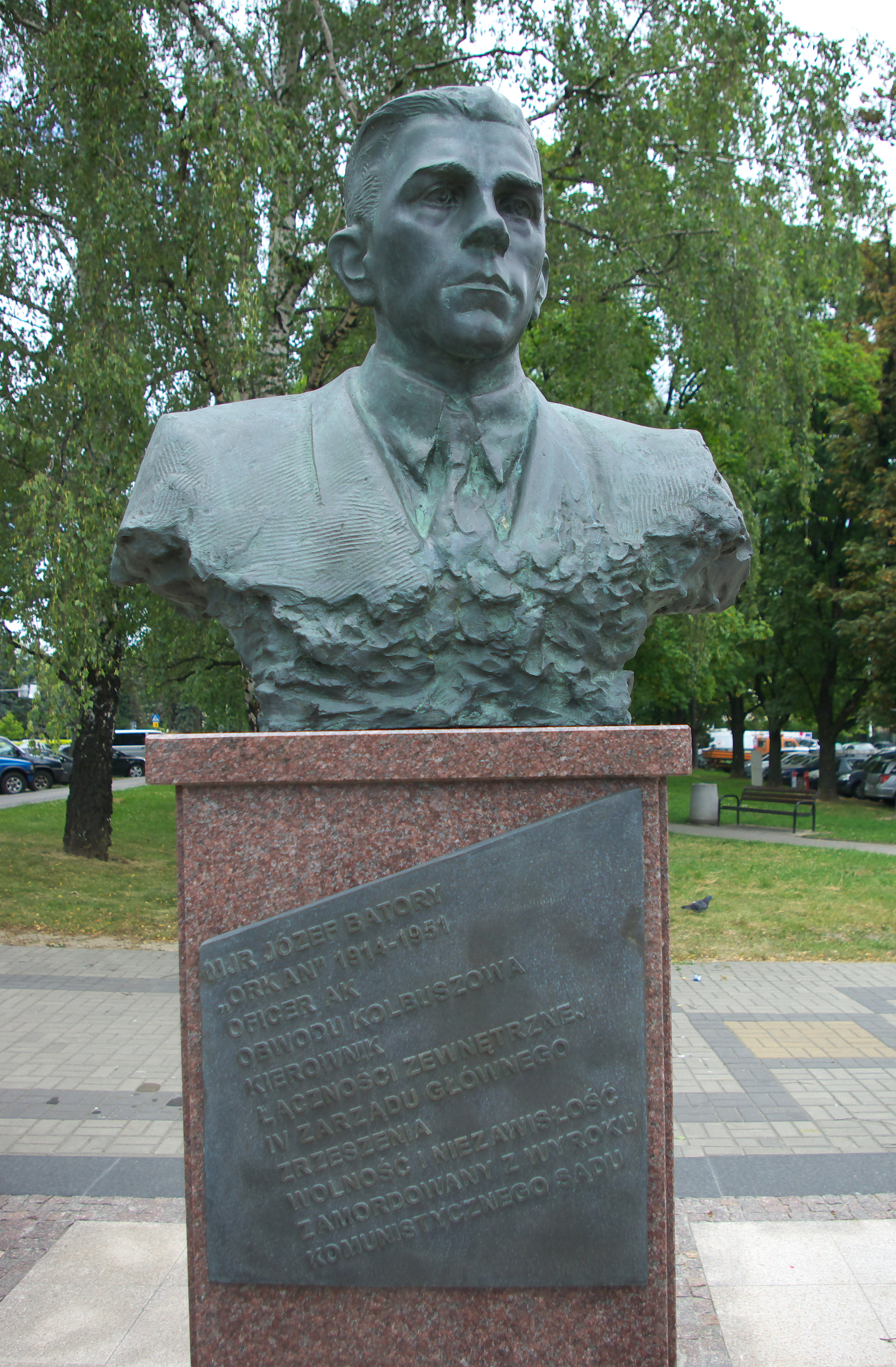
Buste de Józef Batory à Rzeszów.

Le 1er mars 2010, il est décoré à titre posthume par le président polonais, Lech Kaczyński, de la Croix de l'Ordre Polonia Restituta, au même titre que trois autres Soldats maudits exécutés le même jour que lui : Franciszek Błażej, Mieczysław Kawalec et Adam Lazarowicz.
Le 1er mars 2013, à l’occasion de la journée nationale du souvenir des Soldats maudits, le ministre de la Défense nationale, Tomasz Siemoniak, le promu à titre posthume au grade de major.
Dans le cadre de la création du monument des Soldats Maudits inauguré le 17 novembre 2013 à Rzeszów, un buste de Józef Batory est érigé.
Le 21 juin 2021, une fresque réalisée par l'artiste Arkadiusz Andrejkow en son honneur est dévoilé sur le mur de l’école primaire de sa ville natale de Werynia.